# ドナルド・マックホルツ

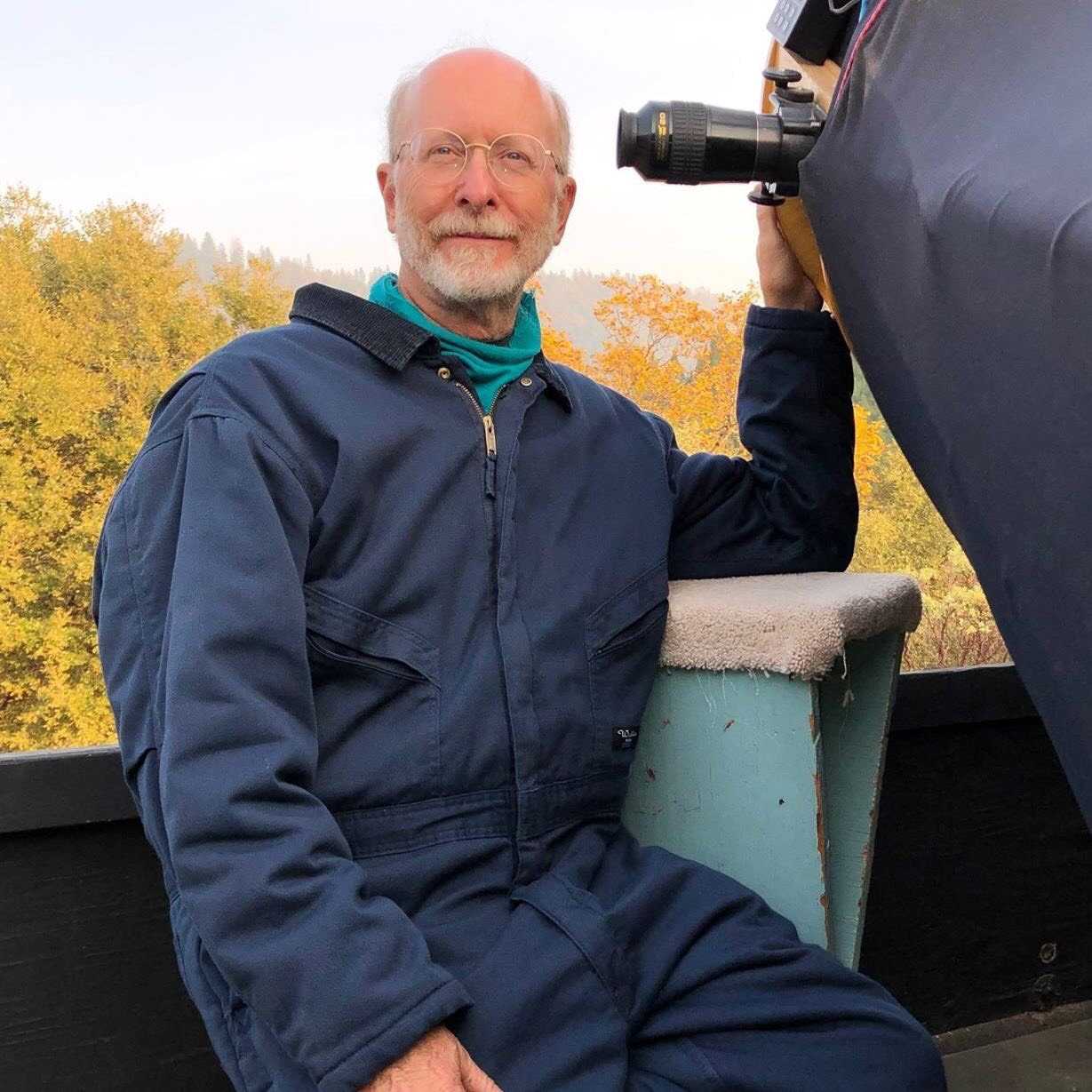
ドナルド・マックホルツ

ドナルド・エドワード・マックホルツ（Donald Edward Machholz 、1952年10月7日 - 2022年8月9日）は、アメリカ合衆国のアマチュア天文家。生涯に12の彗星を発見した「コメットハンター」として知られる。
日本では「マックホルツ」と表記されるが、本来の発音は「マッコールズ」に近い。

## 生涯
1952年10月7日、バージニア州ポーツマス出身。8歳で天文に興味を持つようになり、13歳のときに最初の望遠鏡を手にした。1969年から1970年にかけて口径15cmの小型望遠鏡で全てのメシエ天体を見つけている。
1971年に陸軍に入隊し、昼間は気象観測員として働き、夜は天体観測を続けた。アリゾナ州ユマに駐屯していた頃に初めて天体写真を撮るようになり、そのいくつかは天文雑誌に掲載された。
1975年1月1日、彗星探索を始めることとした。それから約1700時間以上の観測時間を費やした1978年9月12日、彼の発見した最初の彗星となる「C/1978 R3」を発見。以降、生涯で計12個の彗星を発見している。彼の発見した彗星はあまり明るくならなかったものがほとんどだが、2004年に発見した「C/2004 Q2」は約3.5等級まで明るくなった。
1978年に、メシエ天体に数えられる星団、星雲、銀河を一晩で全て観測する「メシエマラソン」を考案した人物の一人でもある。以降、40年間で50回以上のメシエマラソン完走に成功している。
1990年、カリフォルニア州サンノゼから同州コルファックスに転居。2014年に結婚し、アリゾナ州ウィキーアップに転居した。
2022年8月9日、アリゾナ州スターゲイザー・ランチの自宅で、COVID-19による感染で急死した。

## 著書
以下の著書はメシエマラソンの解説本である。
- The Observing Guide to the Messier Marathon: A Handbook and Atlas ISBN 0-521-80386-1
- Guia De Observation Del Maraton Messier ISBN 84-8323-348-7